# Cedusa quinquespinosa
Cedusa quinquespinosa är en insektsart som först beskrevs av Synave 1973.  Cedusa quinquespinosa ingår i släktet Cedusa och familjen Derbidae. Inga underarter finns listade i Catalogue of Life.